# Йохан фон Хоенлое-Вайкерсхайм
Вижте пояснителната страница за други личности с името Йохан.
Йохан фон Хоенлое-Вайкерсхайм (на немски: Johann von Hohenlohe-Weikersheim; * пр. 1490; † 1509 в Шилингсфюрст) е граф на Хоенлое-Шилингсфюрст-Вайкерсхайм.

## Произход
Той е син на граф Готфрид IV фон Хоенлое--Шилингсфюрст-Вайкерсхайм († 4 октомври 1497) и съпругата му Хиполита фон Вилхермсдорф.
Той умира 1509 г. в Шилингсфюрст и е погребан във Вайкерсхайм.

## Фамилия
Йохан се жени на 14 ноември 1491 г. за Елизабет фон Лойхтенберг († 4 май 1516), дъщеря на ландграф Фридрих IV фон Лойхтенберг († 1487) и Доротея фон Ринек († 1503). Те имат децата:
- Волфганг († 24 декември 1545), граф на Хоенлое-Шилингсфюрст-Вайкерсхайм, женен на 18 или 19 ноември 1534 г. в Шлойзинген за Валпургис фон Хенеберг-Шлойзинген (* 31 октомври 1516; † 16 април 1570), дъщеря на граф Вилхелм IV фон Хенеберг-Шлойзинген (1478 – 1559) и маркграфиня Анастасия фон Бранденбург (1478 – 1557)
- Анна Клара († 1533), монахиня 1520
- Елизабет († 6 март 1518), монахиня в Лихтенщерн
- Хиполита († сл. 1524), омъжена за граф Хайнрих III фон Басано-Вайскирхен-Шлик-Пасаун († 1528)